# Neuer Friedhof (Potsdam)

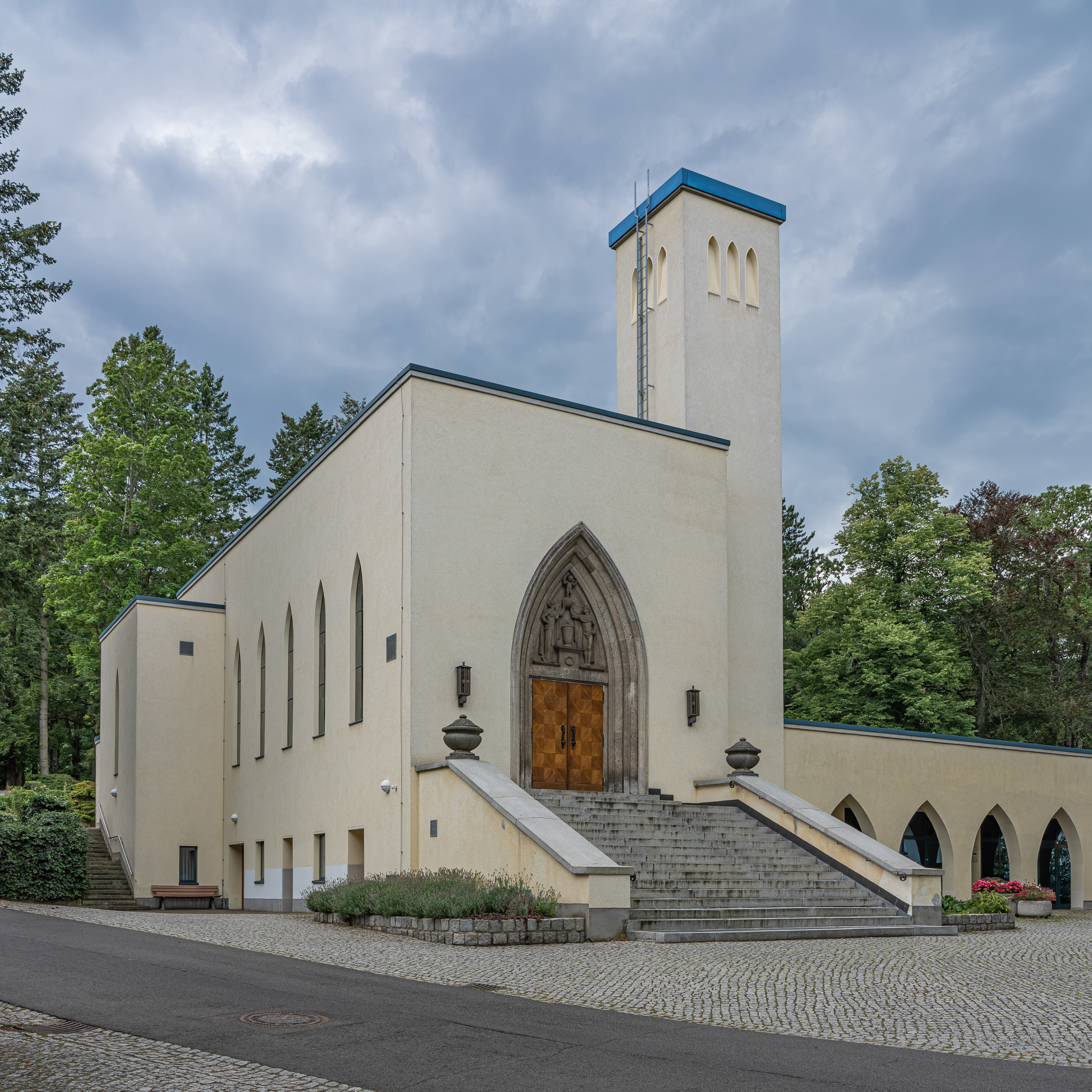
Chapelle du cimetière.

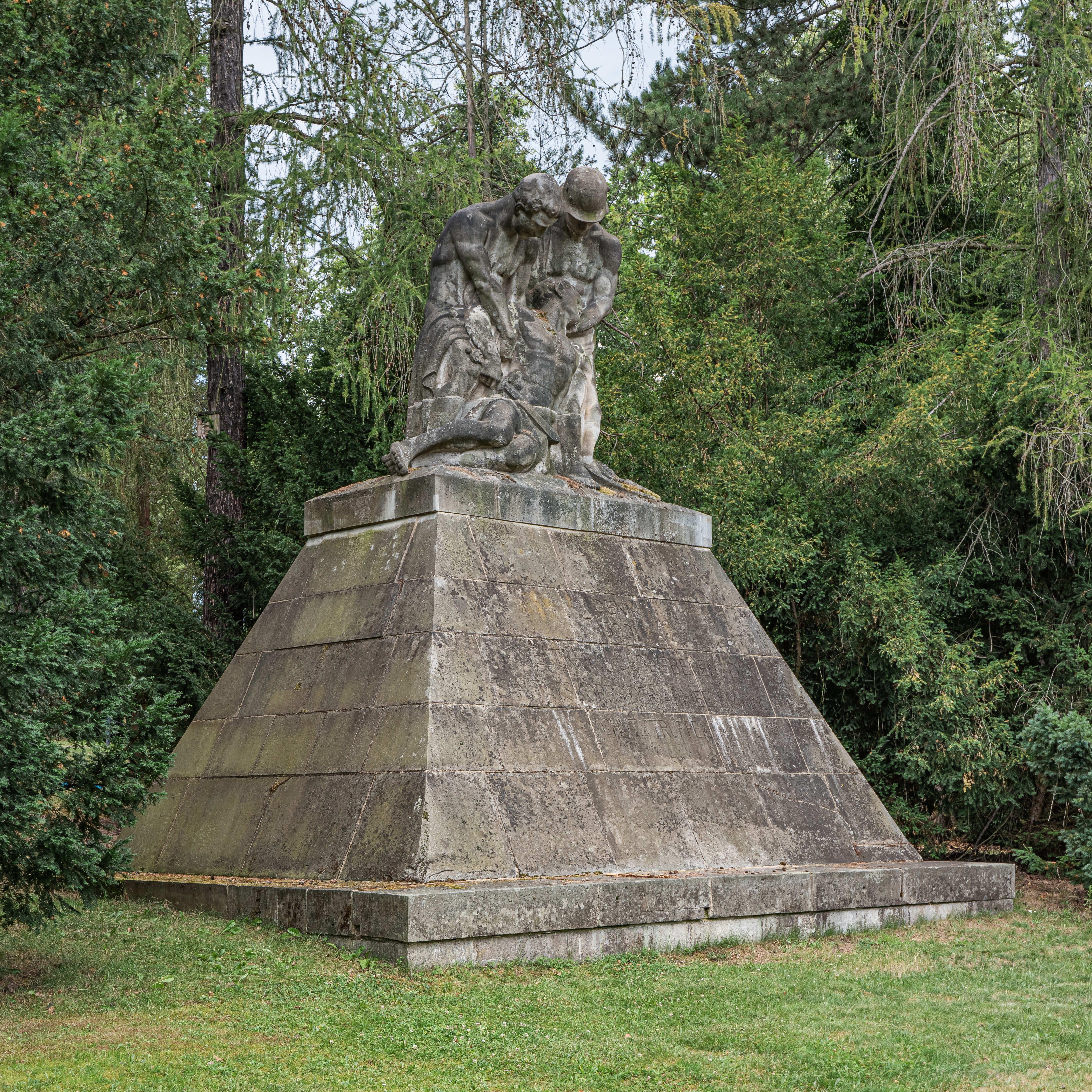
Mémorial du Sanitätskorps par Hans Hubert Dietzsch (1929).

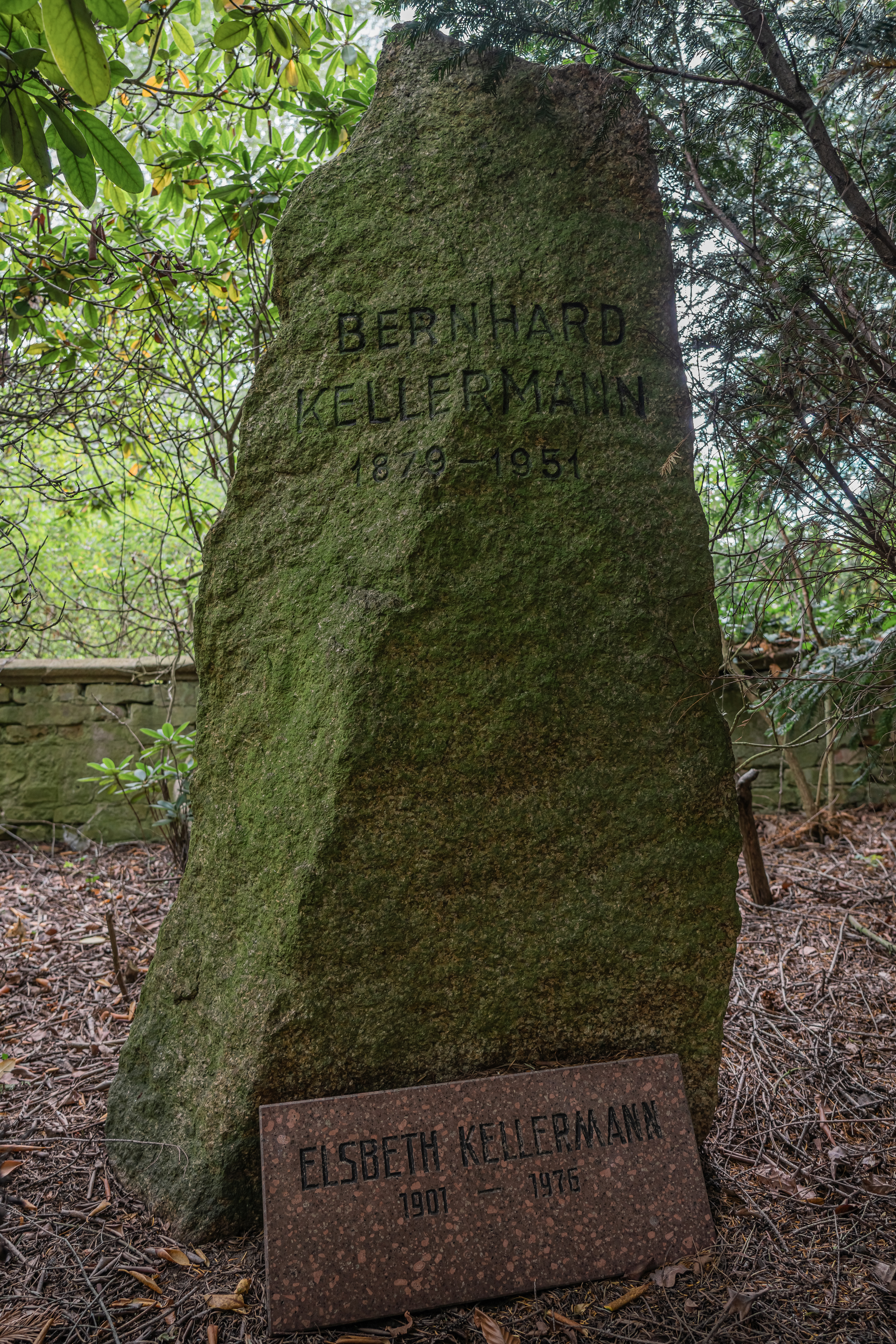
Sépulture de Bernhard Kellermann.

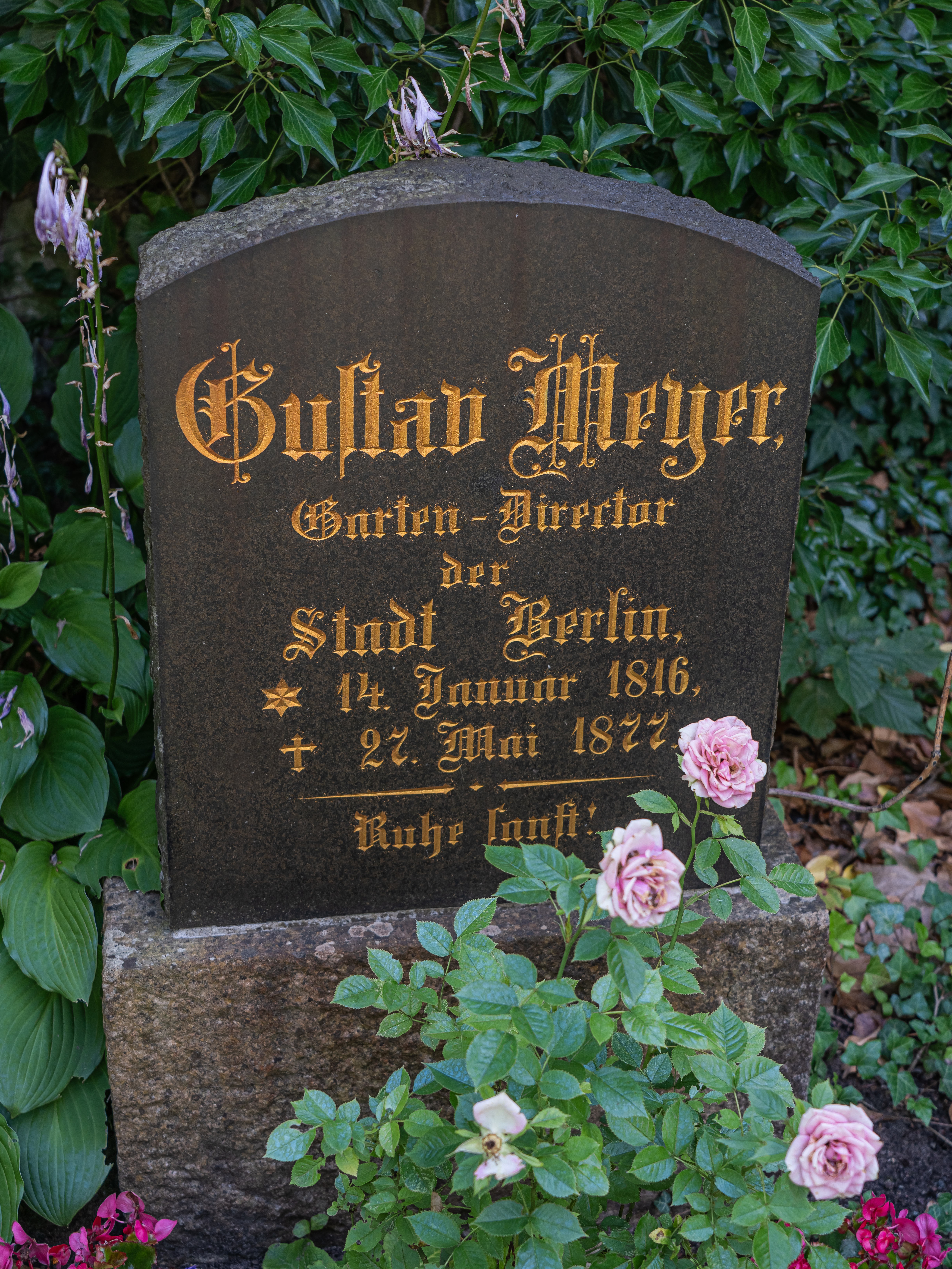
Sépulture de Gustav Meyer, directeur des jardins de la ville de Berlin.

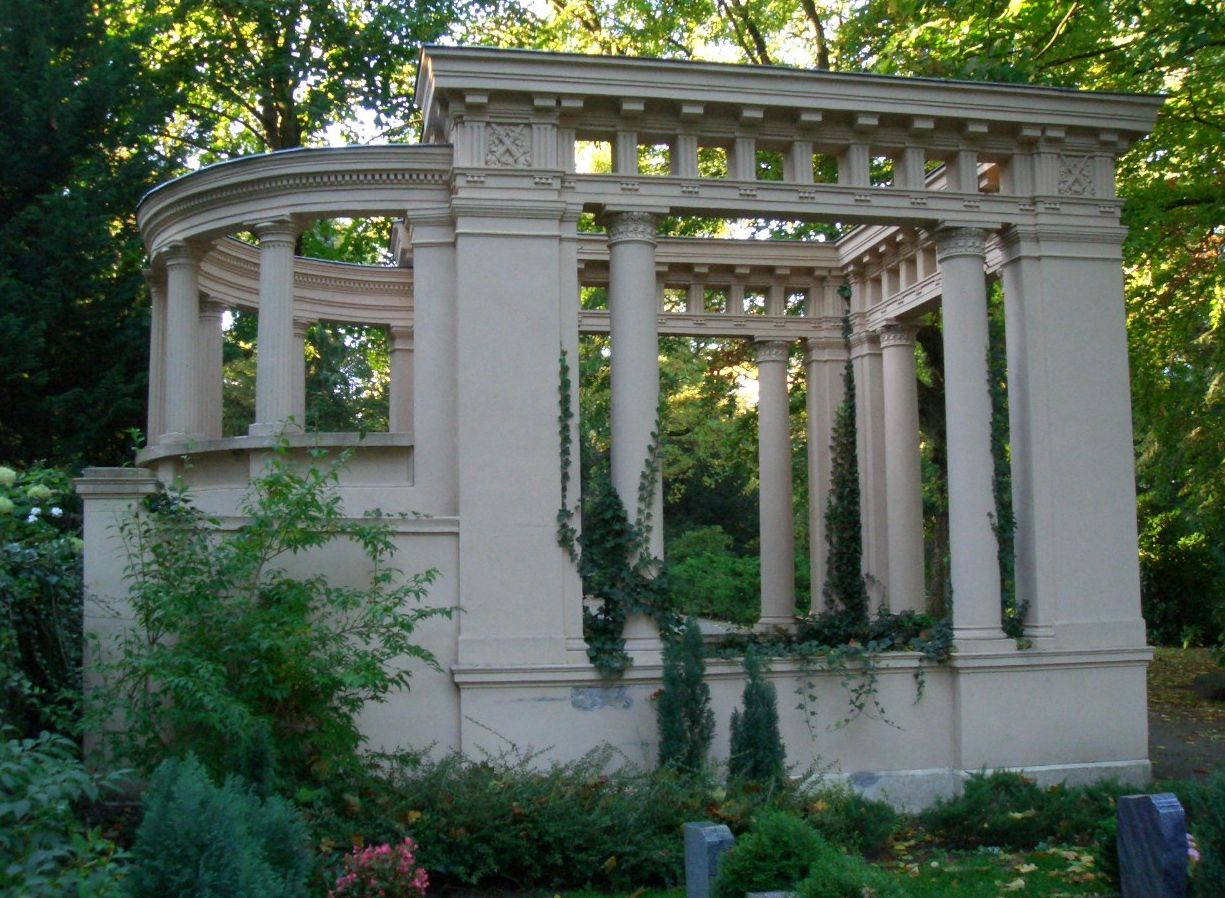
Sépulture de Friedrich Wilhelm Koch.

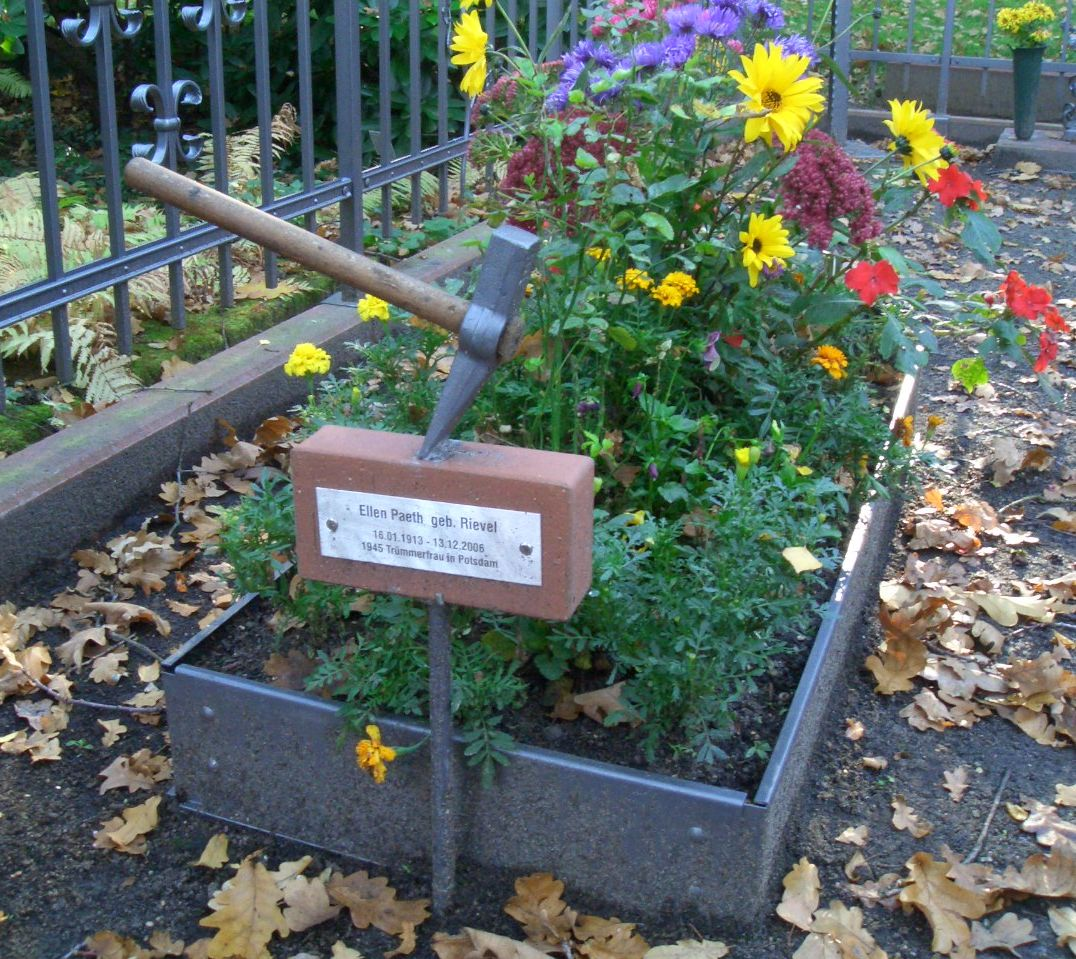
Sépulture d'Ellen Paeth (1913–2006), Trümmerfrau à Potsdam en 1945.

Le Neuer Friedhof (cimetière nouveau) est un cimetière de la ville de Potsdam en Allemagne près de Berlin. Il a été conçu en 1867 d'après les plans de Peter Joseph Lenné et plusieurs fois agrandi, la dernière fois en 1954. Il s'étend aujourd'hui sur 25 789 m². Son entrée principale se trouve au 25 Heinrich-Mann-Allee, près de l'Alter Friedhof.

## Description
Un monument aux morts de l'ancienne ville de garnison de Potsdam se trouve devant l'entrée. D'abord prévu pour Berlin, il a été installé ici en octobre 1929. Il est dédié au corps sanitaire de l'armée impériale (Sanitätskorps). Sur un socle en forme de pyramide, deux soldats portent un camarade mourant. Le monument mesure 6,12 m de hauteur d'après un modèle de Dietzch ; Joseph Gobes, sculpteur berlinois, le termine après sa mort.
Le cimetière est gravement endommagé par le bombardement du 14 avril 1945. Après 1945, le nouveau pouvoir politique prosoviétique décide de détruire « l'esprit de Potsdam », et la majorité des habitants de Potsdam qui appartenaient à des familles prussiennes conservatrices fuient la ville vers Berlin-Ouest ou l'Allemagne de l'Ouest et la plupart de leurs sépultures de famille tombent en ruines. Celles-ci ne sont pas entretenues par le parti communiste au pouvoir.
Aujourd'hui le cimetière donne une impression mitigée. D'une part, on rencontre des sépultures familiales négligées, d'autre part, des tombes remarquables restaurées avec amour et minutie. Certaines statues en bronze ont disparu ayant été fondues à l'époque de la République démocratique allemande (RDA).

## Monuments
- Monument dédié aux victimes du bombardement du 14 avril 1945
- Monument aux morts de la Première et de la Seconde Guerre mondiale
- Monument aux morts de l'Union soviétique

## Personnalités enterrées
- Otto Becker (1er octobre 1870 – 16 octobre 1954), organiste et carillonneur de la église de la Garnison
- Eduard Claudius (1911–1976), écrivain
- Gustav Adolph Fintelmann (1846–1918), directeur royal des jardins de Potsdam
- Hans Geiger (1882–1945), physicien (la famille lui a fait ériger un second tombeau au cimetière de Grunewald de Berlin-Ouest)[3]
- Bernard von Gélieu (1828–1907), général d'Infanterie
- Gustav Graben-Hoffmann (1820–1900), professeur de chant, compositeur et chanteur
- Egon von Kameke (1881–1955), peintre
- Bernhard Kellermann (1879–1951), écrivain
- Friedrich Wilhelm Koch (1815–1889), sculpteur, stucateur
- Baronne Madelaine von Korff (25 décembre 1862 – 30 décembre 1941), dame d'honneur de l'impératrice
- Friedrich Wilhelm Krummacher (1796–1868), prédicateur de la Cour à Potsdam
- Baron Leopold von Ledebur (1799–1877), historien
- Otto Liebknecht (1876–1949), chimiste, frère de Karl, inventeur de la lessive Persil
- Gustav Meyer (1816–1877) directeur des jardins de la ville de Berlin
- Maximilian Pflücke (1889–1965), chimiste
- Georg Potente (1876–1945), directeur des jardins de Sanssouci, mort par suicide à l'arrivée de l'Armée rouge
- Günter Rüger (1926–2015) acteur et metteur en scène
- Louis Schneider (1805–1878), acteur et publiciste
- Franz Urbig (23 janvier 1864 – 28 septembre 1944), banquier, propriétaire de la Villa Urbig
- Carl Velten (28 janvier 1849 – 27 octobre 1925), capitaine du yacht impérial, chef de la Matrosenstation Kongsnæs de Potsdam

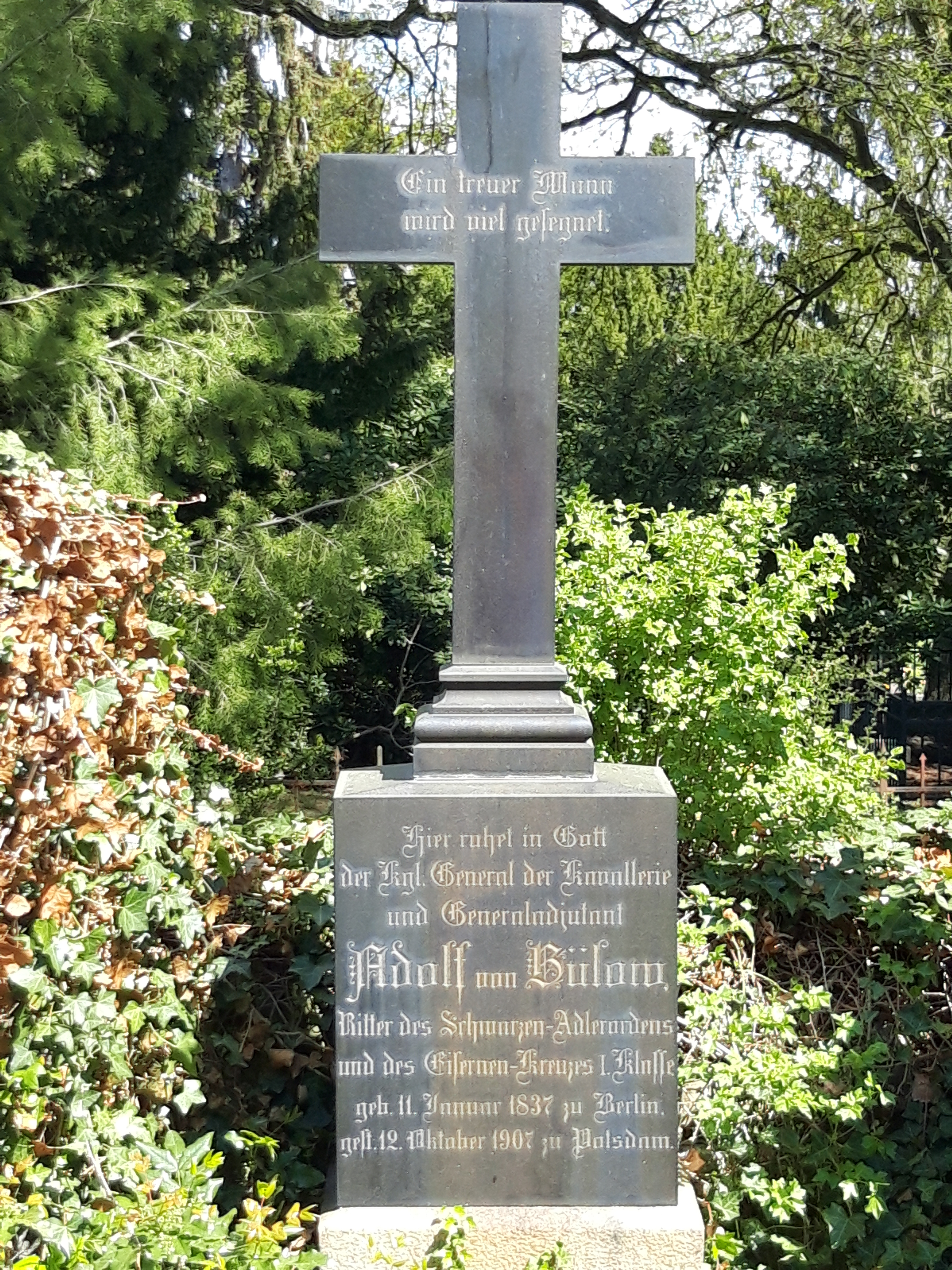
Sépulture du général Adolf von Bülow (1837-1907)
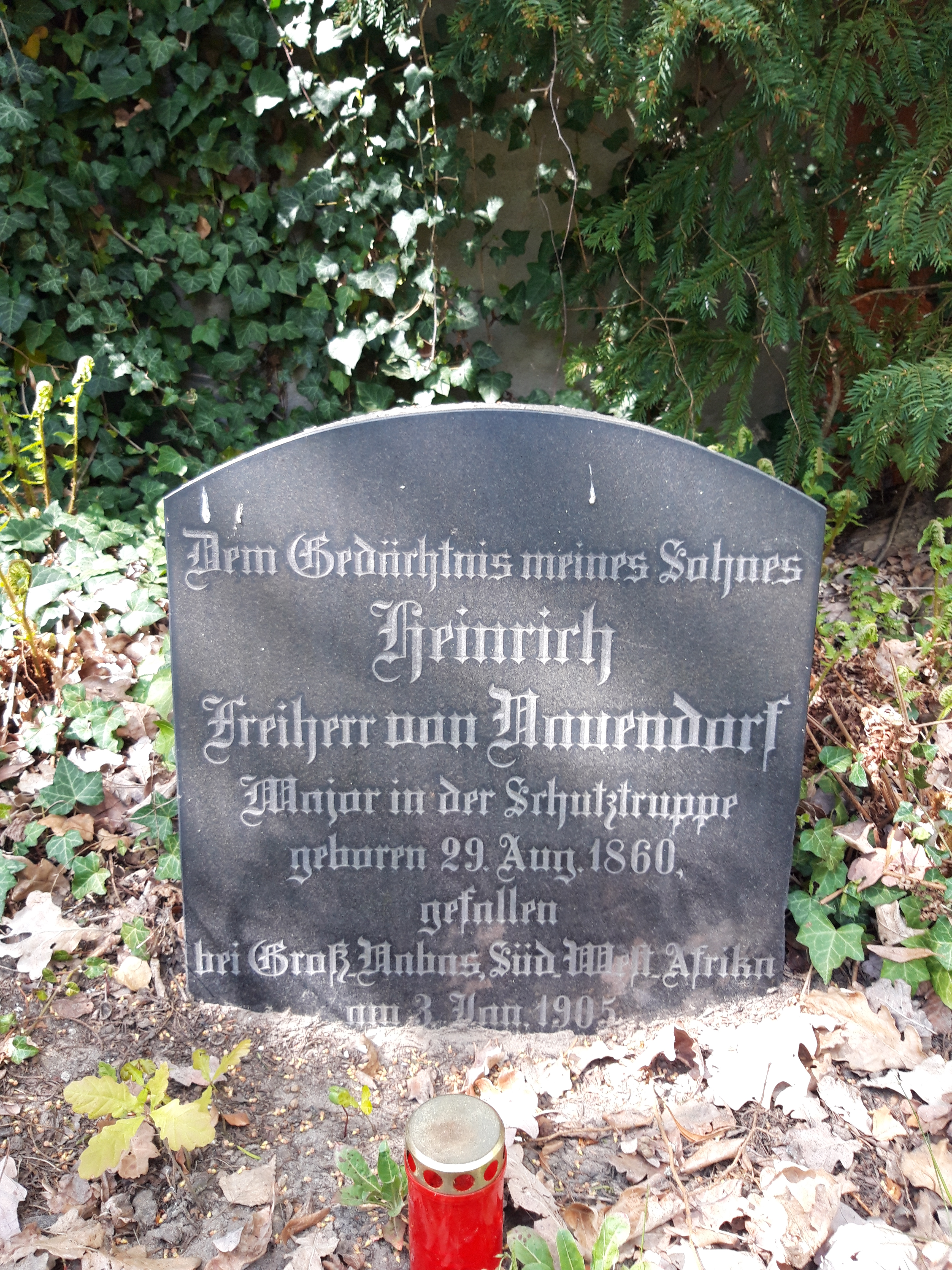
Stèle commémorative du baron Heinrich von Nauendorf (1860-1905), Major des Schutztruppe du Sud-Ouest africain
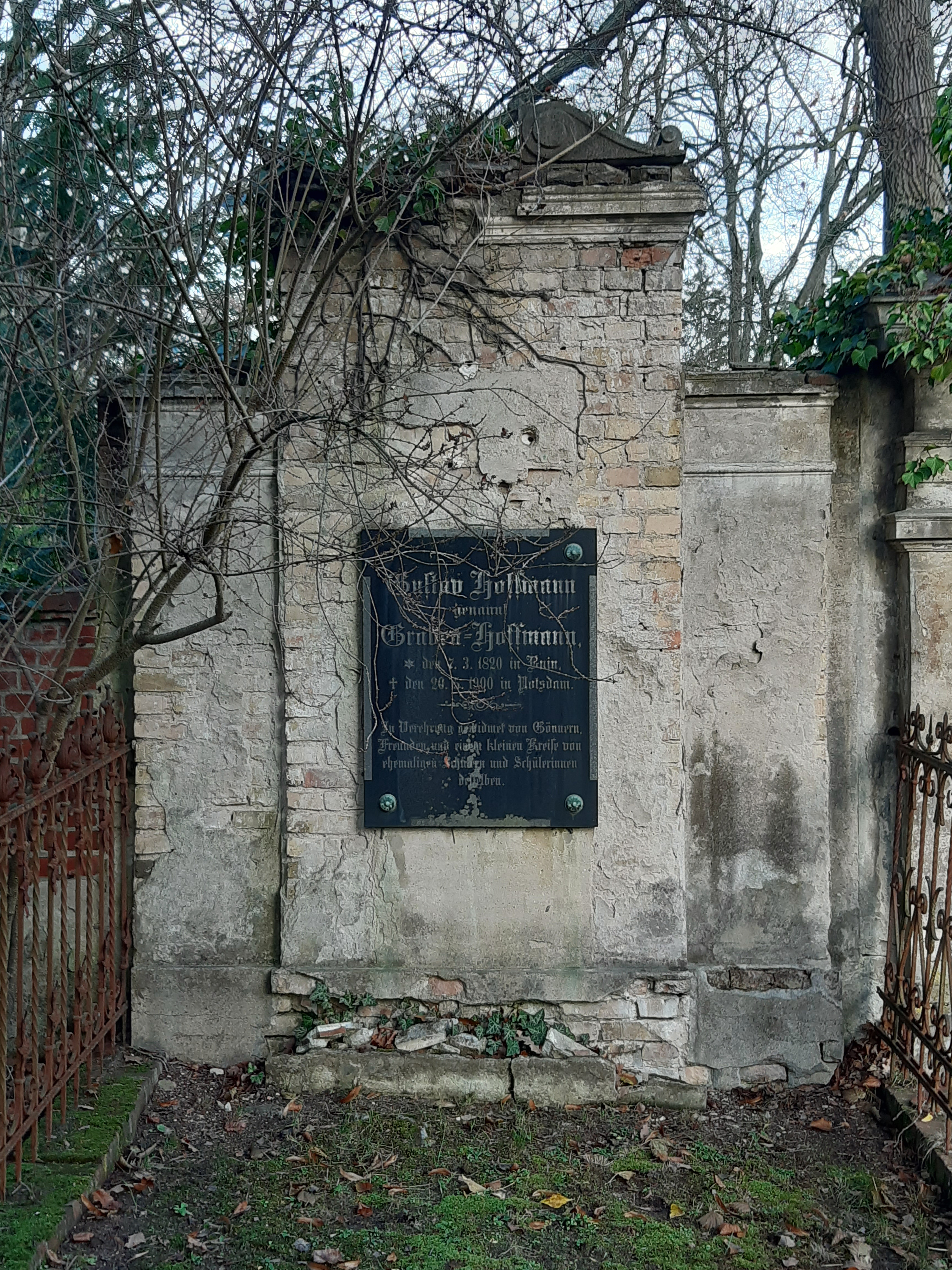
Sépulture du compositeur Gustav Graben-Hoffmann (1820-1900)
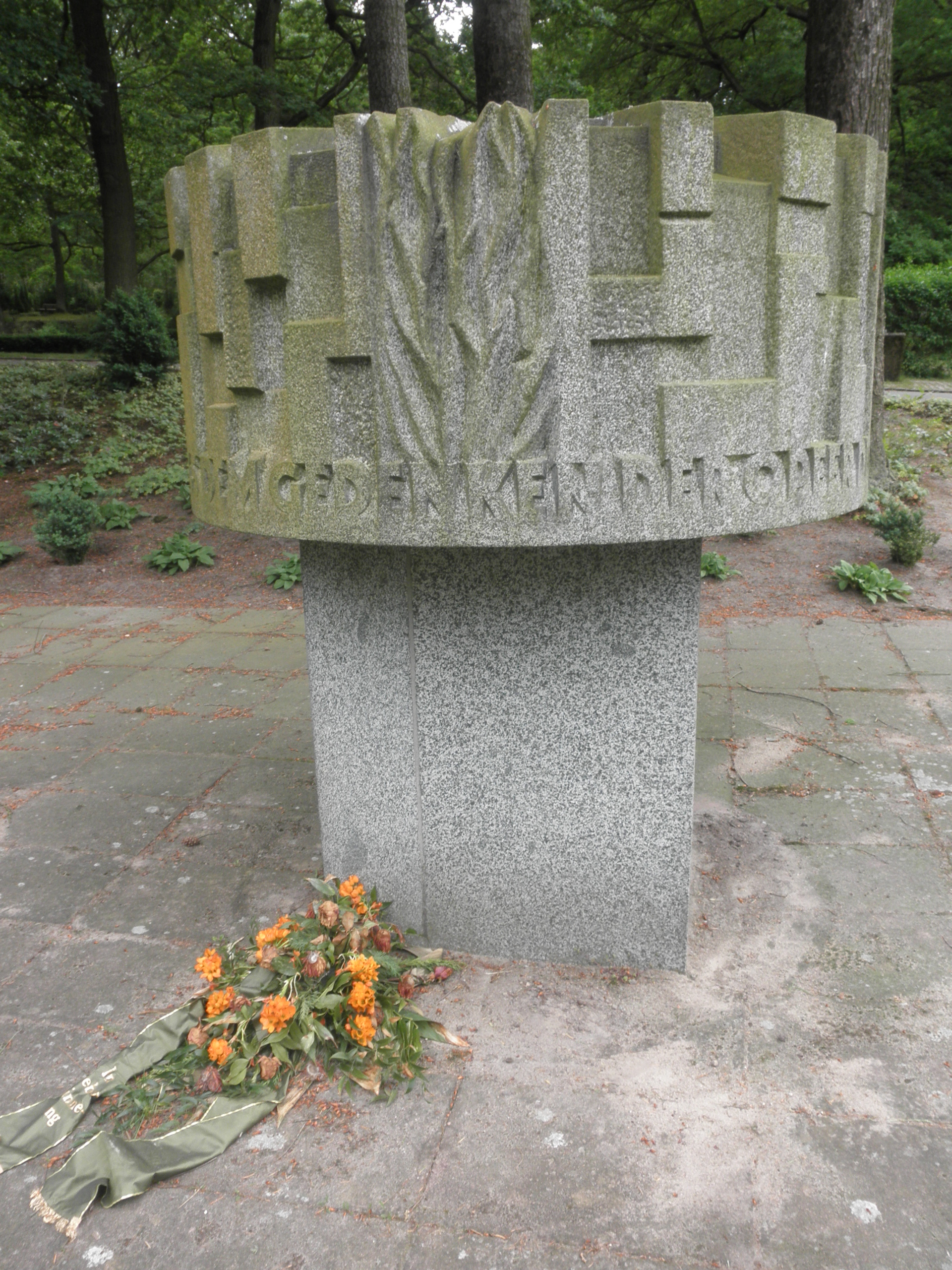
Monument aux morts des victimes du bombardement du 14 avril 1945

## Personnalités dont les tombes ont disparu
- Heinrich Basedow, écrivain
- Paul Heiland, collectionneur et historien de l'art
- Hermann Hidding, sculpteur
- Hans Ludendorff, astronome, directeur de l'observatoire d'astrophysique de Potsdam
- Karl Jühlke (1856–1886), pionnier de l'Afrique orientale allemande, assassiné à Kismaju, aujourd'hui en Somalie
- Rudolf Presber, écrivain